# Camptotypus plumator
Camptotypus plumator là một loài tò vò trong họ Ichneumonidae.